# Добрешти (Долж)
Добрешти (рум. Dobreşti) насеље је у Румунији у округу Долж у општини Добрешти. Oпштина се налази на надморској висини од 93 m.

## Становништво
Према подацима из 2002. године у насељу је живело 2822 становника, од којих су сви румунске националности.

### Хронологија
| Година       | 1992 | 1993 | 1994 | 1995 | 1996 | 1997 | 1998 | 1999 | 2000 | 2001 | 2002 | 2003 | 2004 | 2005 | 2006 | 2007 | 2008 | 2009 | 2010 | 2011 | 2012 | 2013 | 2014 | 2015 | 2016 | 2017 |
| ------------ | ---- | ---- | ---- | ---- | ---- | ---- | ---- | ---- | ---- | ---- | ---- | ---- | ---- | ---- | ---- | ---- | ---- | ---- | ---- | ---- | ---- | ---- | ---- | ---- | ---- | ---- |
| Становништво | 3148 | 3101 | 3040 | 2998 | 2988 | 2970 | 2900 | 2865 | 2822 | 2787 | 2763 | 2742 | 2714 | 2670 | 2645 | 2614 | 2596 | 2566 | 2520 | 2487 | 2473 | 2427 | 2452 | 2408 | 2387 | 2356 |